# Ga Mueang Thong Thani MRT
Ga Muang Thong Thani (tiếng Thái: สถานีเมืองทองธานี) là một ga Bangkok MRT trên Tuyến Hồng. Nhà ga nằm trên Đường Chaeng Watthana tại huyện Pak Kret, tỉnh Nonthaburi. Nhà ga có bốn lối thoát và trong tương lai sẽ nơi chuyển đổi giữa Tuyến Hồng chính và tuyến Impact phục vụ cho Muang Thong Thani và IMPACT. Nhà ga mở cửa vào ngày 21 tháng 11 năm 2023 như một phần chạy thử nghiệm trên toàn tuyến Hồng.

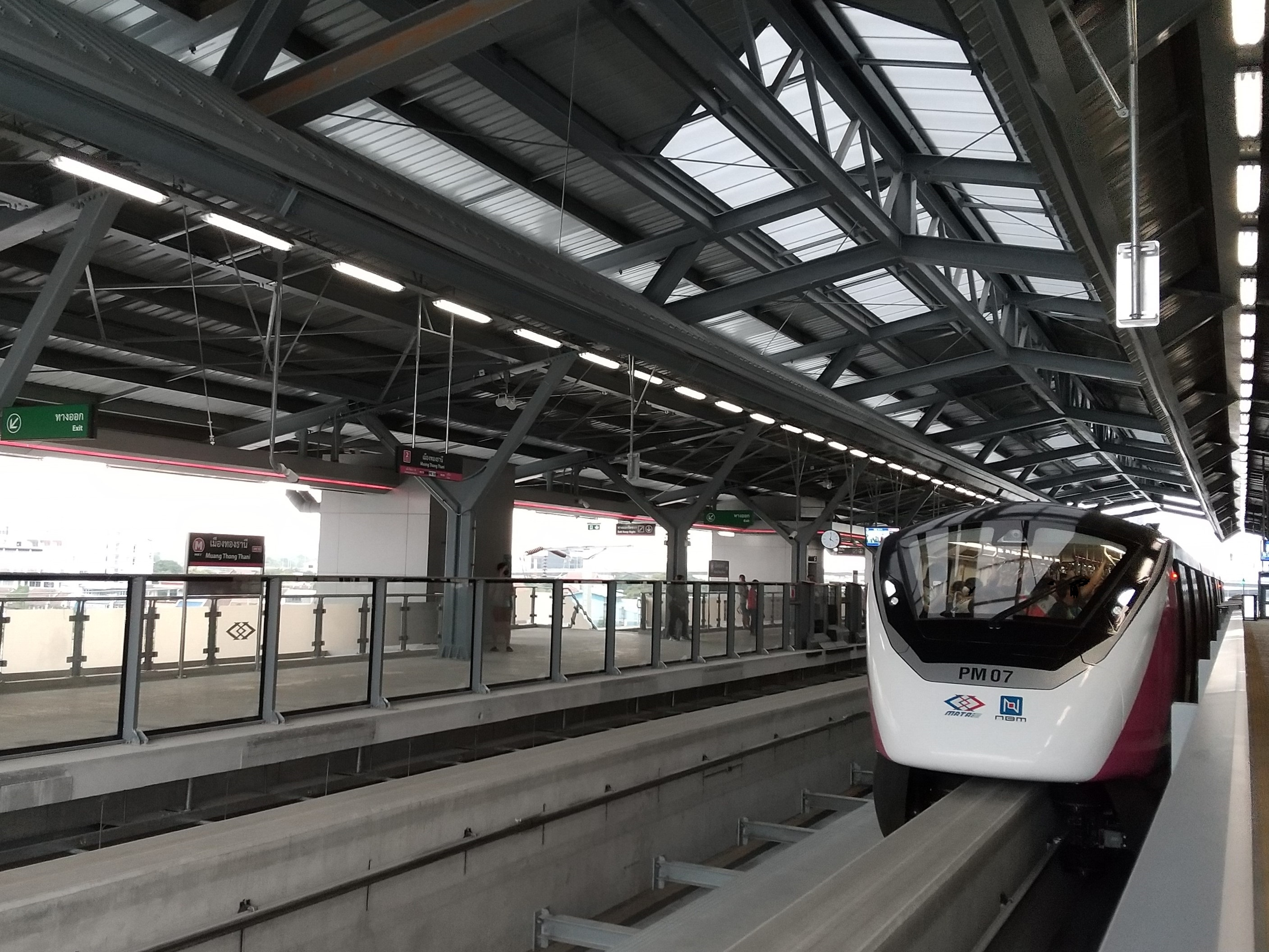
Ke ga

Nhà ga ban đầu được đặt tên "Si Rat" trong khi ga Si Rat hiện tại đã được đổi thành "Muang Thong Thani", nhưng tên đã được hoán đổi để phù hợp và tránh nhầm lẫn về việc nhà ga đã they đổi trên tuyến Impact. Nhà ga hiện tại có một ke ga và một đảo ke ga.